# Liste des maires de Lézignan

## Liste des maires
| Période                                  | Période  | Identité                     | Étiquette | Qualité               |
| ---------------------------------------- | -------- | ---------------------------- | --------- | --------------------- |
| Les données manquantes sont à compléter. |          |                              |           |                       |
| 1810                                     | 1815     | Antoine Nicoleau-Baraqué     | -         |                       |
| 1815                                     | 1821     | Jean-Marie Canton            | -         |                       |
| 1821                                     | 1830     | Pierre Canton                | -         |                       |
| 1830                                     | 1843     | Jean-Pierre Saint-Paul       | -         |                       |
| 1843                                     | 1865     | Barthélémi Nicoleau-Baraqué  | -         |                       |
| 1865                                     | 1871     | Jean-Victor Nicoleau-Baraqué | -         |                       |
| 1871                                     | 1872     | Jean Lapuyade                | -         |                       |
| 1872                                     | 1878     | Simon Mounic                 | -         |                       |
| 1878                                     | 1904     | Jean-Bernard Vignes          | -         |                       |
| 1904                                     | 1908     | André Mounard                | -         |                       |
| 1908                                     | 1912     | Dominique Menvieille         | -         |                       |
| 1912                                     | 1919     | Louis Miqueu                 | -         |                       |
| 1919                                     | 1929     | Dominique Salles             | -         |                       |
| 1929                                     | 1947     | Dominique Miqueu             | -         | Agriculteur           |
| 1947                                     | 1953     | Jules Laudas                 | -         |                       |
| 1953                                     | 1971     | Pierre Sarie                 | -         | Agriculteur           |
| mars 1971                                | 1989     | Prosper Duffourc             | -         | Retraité militaire    |
| mars 1989                                | 1995     | Jean-Claude Cousin           | -         | Architecte            |
| juin 1995                                | 2001     | Bernard Vignes               | -         | Cadre                 |
| mars 2001                                | 2014     | Jean-Claude Cousin           | -         | Architecte            |
| mars 2014                                | 2020     | Chantal Morera               | -         | Professeure retraitée |
| mai 2020                                 | En cours | Gérard Boué                  | -         | Informaticien         |